# 香港青年聯會
香港青年聯會（英語：Hong Kong United Youth Association，簡稱「香港青聯」、HKUYA），於1992年8月4日成立，現屆主席為蔡曜陽，當初聯會成立核心主要為中華全國青年聯合會（簡稱「全國青聯」）及內地各省市青聯的港區特邀委員。青聯以團結不同背景、不同階層的青年人為目標，在香港民間組織當中具有較大的影響力。會員由香港各界青年才俊、青年團體領袖及學界精英等組成，凝聚愛國愛港人士，促進拓展兩地友好交流，增進聯繫，幫助青年融入國家發展。

## 架構介紹
在青聯的整體架構，日常會務由秘書處處理，最高權力機構為會員大會，每屆任期為一年；每年以選舉形式，選出新一屆常務會董及會董會，並授權常務會董會作出重大決議。
香港青聯現有個人會員2,300多人，團體會員48個，總會員人數超過33,000人。
香港青聯歷屆主席包括霍震寰、王敏剛、孫大倫、李宗德、李秀恒、黃英豪、龍子明、伍威全、容永祺、曾智雄、姚祖輝、許華傑、陳仲尼、葉振都、霍啟剛、范駿華、吳傑莊、郭永亮、蔡德昇、楊全盛、樓家強、梁毓偉、楊政龍及林顥伊。

## 委員會介紹
青聯設有10個委員會，所負責內容涵蓋政治、社會、經濟、文化及兩地交流等不同方向。
文宣及公關傳訊委員會：透過籌辦活動、公關、社交媒體管理及出版刊物等方面，多方位宣傳香港青聯的工作，並傳遞本會宗旨、使命，包括本會擁護基本法，維護香港繁榮穩定，支持香港特別行政區政府依法施政。
政策及培訓委員會：為進一步加強對青年政策的研究，維護及推動青年利益並促進香港整體發展，積極關注各項青年事務，向青年人進行宣傳及教育，深入了解香港的青年政策及青年現況議題，進行民意調查或專題政策研究工作， 提升青年人對社會及政治事務的意識及參與，舉辦培訓課程或講座及組織內地交流活動，增強對祖國的認識，加強青年對國家對社會的關心，及鼓勵發表意見並向政府提出建議。
工商及創業委員會：致力推動各專業工商界別組織，積極推動內地、港、澳、台以及其他國家和地區之間的合作，協助兩岸青年團體相互考察和交流，建立更廣闊的溝通平台和渠道。推動大灣區青年創新創業活動，提供雙創軟硬件支持，協助本地青年發掘香港以外的機遇，放眼世界。
國際事務委員會：向架構成員提供國際訊息以及各國/地區政策；聯繫各國駐港領事及外國商會；組識海外考察團及接待海外來賓。為架構成員面向國際, 帶來不同合作新機遇, 發揮香港連通内地與世界的獨特角色。
學生事務委員會：定期舉辦培訓計劃，讓青年向社會各界成功人士學習，培養青年人關愛及貢獻社群精神，啟發青年身心發展。透過不同交流活動，弘揚傳統文化，加深青年人對中華文化認識及擴闊視野。透過舉辦實習團活動，培養正面及積極的人生觀，加強青年人的團隊精神及責任感，鍛鍊青年人的項目策劃技巧及工作協調能力，藉此拓展青年人脈網絡，提早融入社會。
會務拓展委員會：致力推動本會的持續發展，照顧及凝聚新會員讓他們在不同層面上發展所長，協助會務順利進行。委員會亦會負責不同種類的政府項目及特別活動，藉此提升會員的公民意識及使命感。
文化體育及康樂事務委員會：透過鼓勵會員參與社會不同種類的康體文化活動，增進會員之間交流及緊密聯繫，激發本地青年積極投入健康的生活模式及愛國愛港精神，加強青年人的身心健康，團結青年人凝聚正能量。
地區事務委員會：組織社會上不同層面而又對社會議題和時事有興趣的人士，向社會人士進行宣傳及教育，推動社會工作及積極參與社會事務，承擔社會責任，藉以開拓本港社會的發展空間，共融不同階層人士，促進家庭和諧。
大灣區青年委員會：委員會將針對 「實習」、「就業」及「創業」三個範疇向大學生、應屆畢業生、創新創業團隊提供服務。本委員會亦會積極協助本會會員及香港青年融入大灣區生態圈，協助創業及就業的發展，並提供創業孵化服務，為大灣區注入新能量。
資深會員及拓展委員會：資深會員方面, 加強他們與青年會員之間的聯繫及凝聚,發揮他們的經驗和影響力,促進經驗傳承。本會亦會尋找企業及商會合作, 舉辦多種類型的實用活動，開拓本會的資源和渠道, 擴闊商業網絡及創造合作機遇, 增進連繫，加強合作, 讓來自不同行業的專業人士創造平台及建立強大的人脈網絡。

## 過往活動
2022年8月16日，香港青年聯會開展首個京港故宮連線交流活動，旨在增強香港青少年對於中國傳統文化的認識。
2022年12月29日，香港青年聯會（青聯）圓滿舉辦「學習貫徹二十大精神·香港青年聯會第30屆會慶及會董會就職典禮 暨 香港青聯交流基金周年會慶」，香港特別行政區行政長官李家超為香港青年聯會主席楊政龍先生頒發委任證書。

## 外部連結
- 香港青年聯會官方網址 （页面存档备份，存于）
- 香港青年聯會官方Facebook （页面存档备份，存于）
- 香港青年聯會官方Instagram
- 香港青年聯會Wechat公眾號 （页面存档备份，存于）